# Carlo Guaita
Pour les articles homonymes, voir Guaita (homonymie).
Carlo Guaita (né à Palerme en 1954) est un artiste italien. Il vit et travaille à Florence.